# Cargoplus Aviation
Cargoplus Aviation was een Ghanese luchtvrachtmaatschappij met haar thuisbasis in Accra.

## Geschiedenis
Cargoplus Aviation werd opgericht in 1989 als Rainbow Air Cargo Express.De naam werd al gauw gewijzigd in RACE Cargo en in 2003 omgedoopt in Cargoplus Aviation.In 2007 volgde een reorganisatie door de Asian Pacific Group.

## Diensten
Cargoplus Aviation voert vrachtlijndiensten uit naar:(mei 2007)
- Accra, Lagos.

## Vloot
De vloot van Cargoplus Aviation bestaat uit:(mei 2007)
- 1 Boeing B707-320C
- 1 Douglas DC-8-60